# Filialkirche zum heiligen Jakobus dem Älteren (Gois)

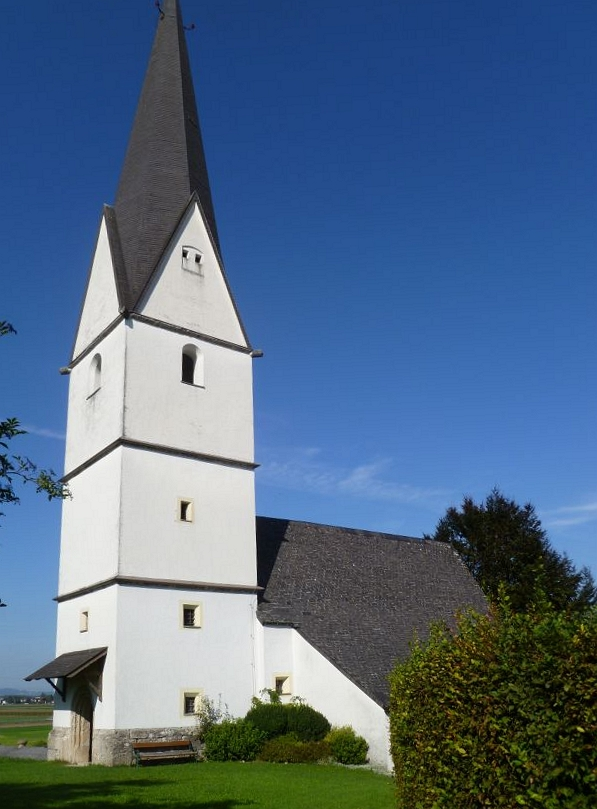
Katholische Filialkirche Hl. Jakobus der Ältere in Gois

Die katholische Filialkirche zum heiligen Jakobus dem Älteren in Gois liegt auf einer markanten Erhebung inmitten des Walserfeldes, die – wie Baureste auf der Kuppe zeigen – zu strategischen Zwecken (Wachturm, Burg) genutzt wurde.

## Geschichte
Der Name Gois leitet sich aus dem lateinischen Collis (‚Hügel‘) ab, ein Hinweis auf die romanische Besiedlung der Gegend. Das Jakobus-Heiligtum war vermutlich die Eigenkirche des Rittergeschlechts der Herren von Gois, die zwischen dem 12. und 14. Jahrhundert nachweisbar sind. Die Kirche wird 1242 zum ersten Mal urkundlich genannt, dürfte aber wesentlich älteren Ursprungs sein. Seit 1487 sind die Namen der Zechpröpste und Verwalter des Kirchenvermögens bekannt. Wegen verschiedener zur Kirche gehörender Lehen und einer Wallfahrt nach Großgmain, bei der die Pilger auch in Gois Rast machten, war das Goiser Gotteshaus das reichste unter den Siezenheimer Filialkirchen. Die Kirche in Gois war eine Filialkirche von Siezenheim, die 1860 bei der Neuordnung der Pfarrsprengel der Pfarrei Wals zugeordnet wurde.
In der Kirche wird die Messe am Stefanitag, dem Leonhardstag, am Sonntag nach Peter und Paul, am Patroziniumstag St. Jakob (25. Juli) sowie an den im Sommer gestifteten Wettermessen gefeiert. Im Jahr 1886 wurde der Goiser Prangtag erstmals festlich begangen.
In der Neuzeit ist die Kirche wegen der Renaissance der Jakobswege wieder Ziel von Wallfahrten geworden.

## Baugeschichte

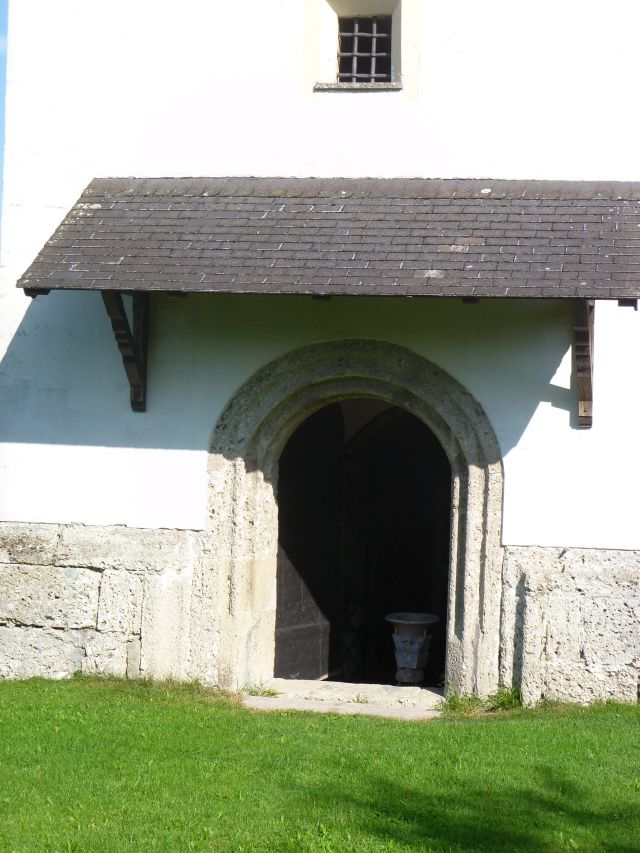
Westportal

Das Langhaus der Kirche besteht aus romanischen Mauern. Die Wände waren damals bis zur abschließenden Flachdecke verputzt. In spätgotischer Zeit wurde ein Chor eingefügt und das Langhaus mit Gewölben versehen. Ein 1465 gewährter Ablass könnte mit diesen Bauarbeiten in Verbindung stehen. Der Westturm mit Dreiecksgiebeln und Spitzhelm stammt aus der Zeit um 1500. Ursprünglich stand der Turm frei, vermutlich weil das Langhaus vergrößert werden sollte; im 16. Jahrhundert wurde der Turm mittels eines Zwischenjoches an das bestehende Langhaus angebunden.

## Heutige Erscheinung

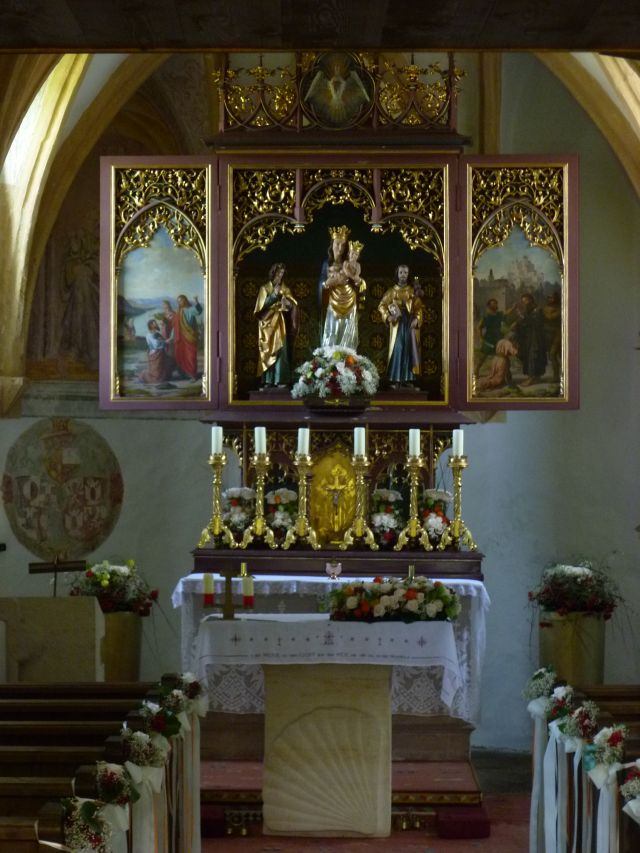
Hauptaltar

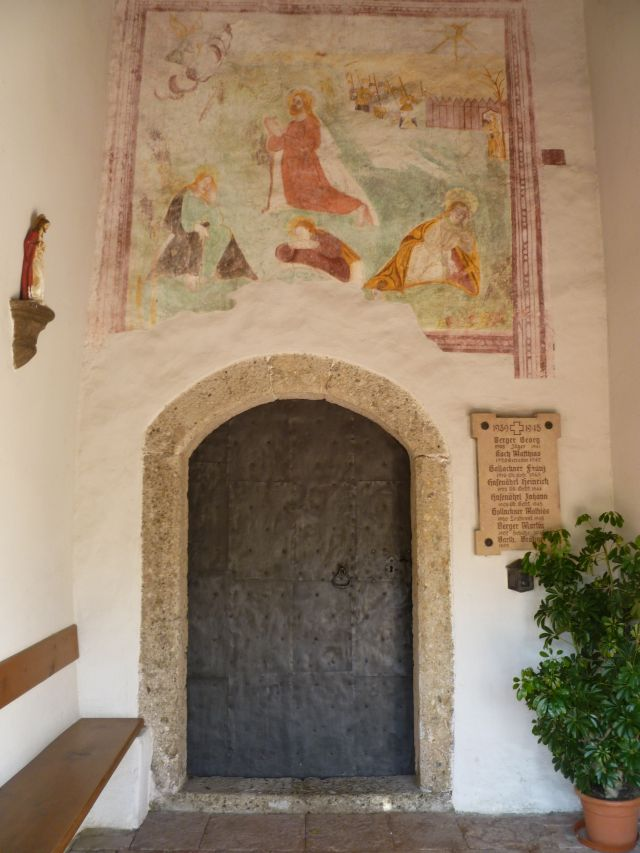
Fresko auf der Südseite

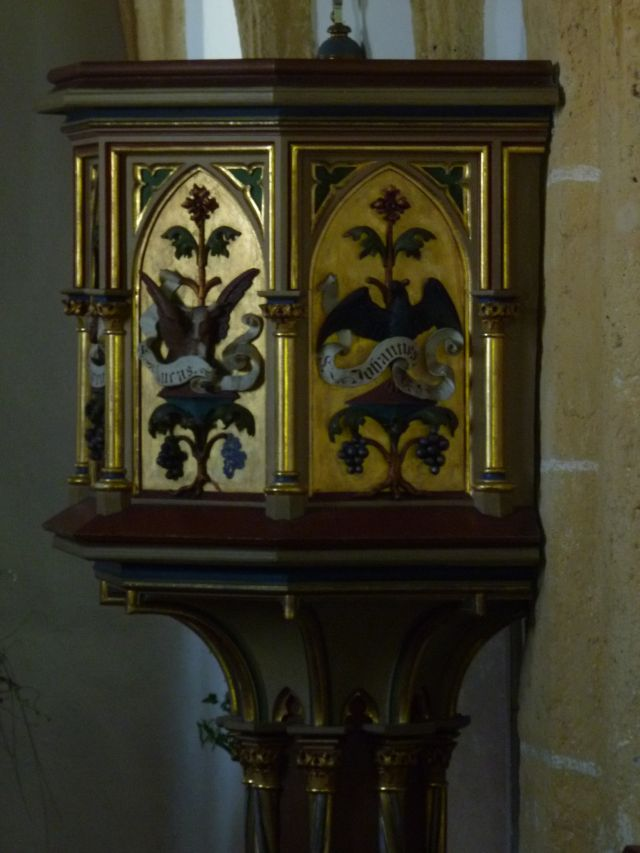
Kanzel

Die Kirche ist durch barockisierte Fenster gegliedert. Auffällig ist das rundbogige Westportal. Über dem Südportal befindet sich ein Fresko aus der 2. Hälfte des 16. Jahrhunderts, das die Todesangst Jesu auf dem Ölberg zeigt. Ein Wandbrunnen spendet Wasser für Pilger und eine Bank an der Wand lädt zu einer Pause ein. Der Innenraum ist durch ein Kreuzgratgewölbe und zwei weitere Joche gegliedert. Spätmittelalterliche Wandmalereien wurden bei der Renovierung 1974/74 freigelegt. Der neugotische Hochaltar wurde 1903 vom Altarbauer Johann Ripper und dem Maler Josef Gold geschaffen. Im Schrein ist die Muttergottes mit dem Jesuskind dargestellt (Kopie der 1968 gestohlenen gotischen Arbeit), rechts wird sie flankiert vom Kirchenpatron Jakobus und links von dessen Bruder Johannes. Der Ambo wurde 1992 aus hellem Kalkstein von Friedrich Koller gearbeitet. Die neugotische Kanzel zeigt die vier Evangelistensymbole.
Die Glocke stammt aus dem Jahr 1544 und wurde von Hans Zöchengruber gegossen. Die Inschrift auf der Glocke lautet: Jesus nazarenus ein Kunig der Juten erparm dich über uns.